# Esselenichthys laurae
Esselenichthys laurae är en fiskart som först beskrevs av Follett och Anderson, 1990.  Esselenichthys laurae ingår i släktet Esselenichthys och familjen taggryggade fiskar. Inga underarter finns listade i Catalogue of Life.